# Пороцефалёз

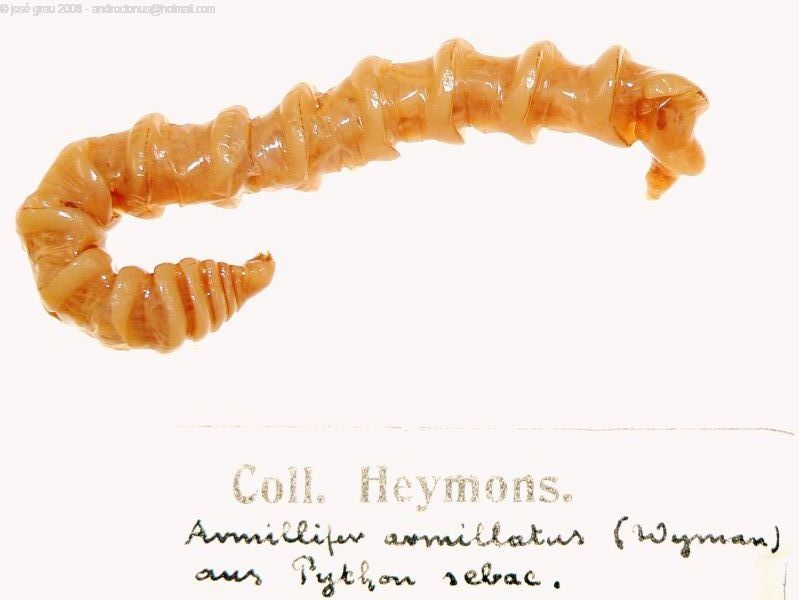
Armillifer armillatus

Пороцефалёз (лат. porocephalosis) — паразитарная болезнь человека из группы лингватулидозов, вызванная пороцефалюсами, характеризующаяся бессимптомным течением или развитием очага воспалительного процесса соответственно локализации возбудителя в организме.
Возбудитель — личинка эндопаразита Porocephalus (Armillifer) armillatus. Болезнь встречается в Западной и в Центральной Африке, в Индонезии, Китае. В Европе и в Америке известны лишь завозные случаи у мигрантов. Взрослые пороцефалюсы (самки длиной до 120 мм, самцы — 50 мм) паразитируют в дыхательных путях тропических змей (питонов и др.), личинки — во внутренних органах человека и некоторых животных. Змеи заражаются поедая грызунов. Человек заражается при проглатывании яиц паразита с пищей, загрязнённой выделениями крупных змей, находящимися в них яйцами паразита. Не исключена возможность заражения при употреблении в пищу сырого мяса инвазированных змей.
В организме человека из яиц в пищеварительном тракте вылупляются личинки, которые проходят через стенку кишечника и разносятся в разные органы ткани где инкапсулируются. при вскрытии трупа их находили в брыжейке, стенке кишечника, на поверхности печени, иногда в её паренхиме и жёлчных протоках, а также в лёгких плевре, изредка личинки проникают в субарахноидальное пространство, селезёнку, почки, лимфатические узлы, под конъюнктиву глаза, в маточные трубы.
С каждой линькой паразит увеличивается в размерах. Со временим личинки (нимфы) пороцефалдюса погибают и обызвествляются. На месте паразитирования возбудителя иногда возникают некрозы с последующим фиброзом и кальцефикацией.
Заболевание протекает бессимптомно, пока не происходит сдавление, обструкция или перфорация жизненно важного органа. Может потребоваться хирургическое вмешательство, но чаще всего инвазию выявляют лишь при аутопсии. Иногда инвазия протекает тяжело и заканчивается смертью больного. Описано возникновение перитонита, бронхита, пневмонии, менингита. Сообщалось о гибели больного от ретенционной желтухи, обусловленной скоплением множества нимф в общем жёлчном протоке, а также о смерти больной после операции по поводу подострой обтурационной непроходимости нисходящей ободочной кишки — просвет кишки оказался резко суженным вследствие утолщения её стенок до 1-4 см из-за массивной инвазии нимфами возбудителя.
При жизни больного распознать пороцефалёз возможно в случае обызвествления нимф при рентгенологическом исследовании, при котором паразиты видны в виде двухконтурных кольцевидных образований, напоминающих разорванные на одном полюсе звенья цепи. Периметр колец 10-20 мм, толщина — 1-2 мм, центральная зона диаметром 2-3 мм. В отличие от цистицерков, нимфы пороцефалюсов никогда не локализуются в мускулатуре.
Лечение не разработано.
Висцеральный пороцефалёз человека в Африке, Малайзии и на Ближнем Востоке также могут вызывать и Porocephalus crotali (Humboldt, 1808).